# Tutaibo debilipes
Tutaibo debilipes là một loài nhện trong họ Linyphiidae.
Loài này thuộc chi Tutaibo. Tutaibo debilipes được Ralph Vary Chamberlin miêu tả năm 1916.